# نيك كارتر (منافس ألعاب قوى)
نيك كارتر (بالإنجليزية: Nick Carter)‏ هو منافس ألعاب قوى أمريكي، ولد في 4 سبتمبر 1902 في غلوب في الولايات المتحدة، وتوفي في 26 سبتمبر 1997.

## وصلات خارجية
- نيك كارتر على موقع أوليمبيديا (الإنجليزية)